# Arka Gdynia (basket-ball féminin)
Le Arka Gdynia est un club polonais féminin de basket-ball appartenant à la PLKK, soit le plus haut niveau du championnat polonais. Le club est basé dans la ville de Gdynia.

## Historique
Le club est fondé en 1946 comme Spójnia Gdańsk. Il participe à l'Euroligue féminine de la saison 1998-1999 à 2011-2012.
La première saison en Euroligue voit l'arrivée de la première joueuse américaine au club, Chantel Tremitiere, qui ne laissera pas un souvenir impérissable. Ces premières saisons seront surtout marquées par les performances de Margo Dydek

## Palmarès
- Champion de Pologne (13): 1996, 1998, 1999, 2000, 2001, 2002, 2003, 2004, 2005, 2009, 2010, 2020, 2021
- Coupe de Pologne (9): 1970, 1980, 1997, 2005, 2007, 2008, 2010, 2011, 2020
- Finaliste de l'Euroligue (2): 2002, 2004

## Joueuses célèbres
- Anna Arkhipova
- Agnieszka Bibrzycka
- Małgorzata Dydek
- Marie Ferdinand
- Gordana Grubin
- Elena Karpova
- Chasity Melvin
- Ticha Penicheiro
- Elaine Powell
- Elen Bunatyants
- Katie Smith
- Natalia Vodopyanova
- Tamika Whitmore

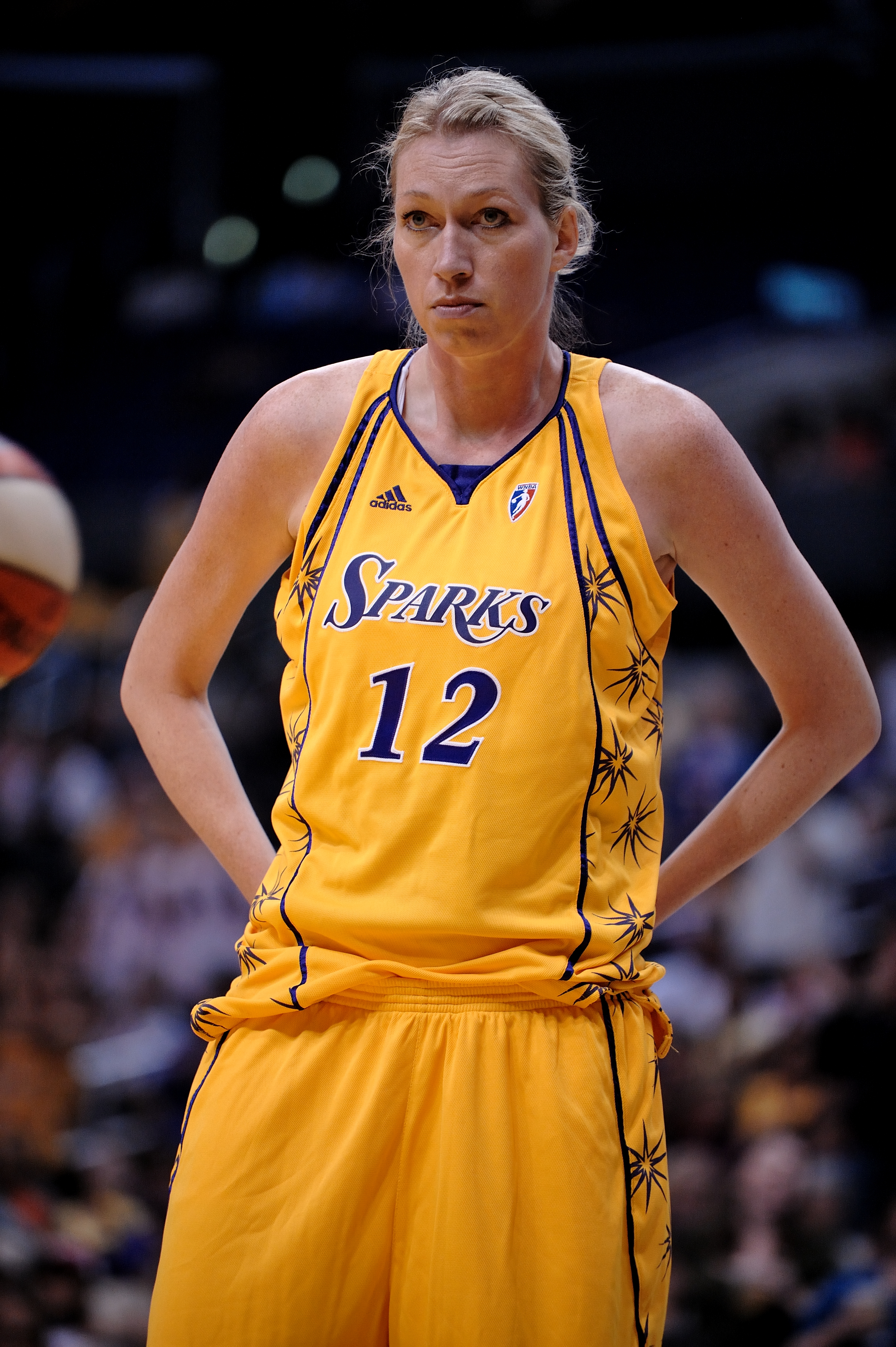
Małgorzata Dydek sous le maillot des Sparks de Los Angeles

- Slobodanka Tuvić-Maksimović